# Anna Chapman
Pour les articles homonymes, voir Chapman.
Anna Vassilievna Chapman (en russe : А́нна Васильевна Ча́пман), née le 23 février 1982 à Volgograd (RSFS de Russie, URSS), est une femme d'affaires russe impliquée dans un programme d'espionnage pour le compte du Service des renseignements extérieurs de la fédération de Russie (baptisé Programme des Illégaux par le FBI),. 
Agent illégal jouant de ses charmes, ce qui lui vaut le surnom de « nouvelle Mata Hari » ou « Mata Hari des temps modernes », elle est arrêtée le 27 juin 2010, alors qu'elle vit à New York ; Anna Chapman plaide coupable et est renvoyée en Russie le 8 juillet 2010 dans le cadre d'un échange de prisonniers entre la Russie et les États-Unis.

## Biographie
Anna Chapman est née Anna Kouchtchenko à Volgograd. Son père, cadre du KGB, a été employé par l'ambassade de Russie à Nairobi au Kenya. Elle est diplômée en économie à l'université russe de l'Amitié des Peuples.

### Londres: 2001-2006
Anna Chapman déménage à Londres en 2000-2001 et travaille pour NetJets, Barclays Bank et pour quelques autres sociétés pour de courtes périodes. En 2001, lors d'une rave party, elle rencontre Alex Chapman, fils d'un homme d'affaires britannique. Le couple se marie peu après à Moscou et Anna Chapman reçoit la double nationalité et un passeport britannique. Après l'arrestation d'Anna Chapman à New York, Alex s'adjoint les services du journaliste Max Clifford, et vend son histoire au Daily Telegraph,,. Selon Alex Chapman, vers 2003-2004, Anna devient distante et fréquente un groupe d'amis russes avec qui elle sort, sans Alex, car ils ne parlent que russe. Toujours selon Alex Chapman, il semble qu'à cette période elle ait eu accès à plus d'argent et qu'elle parlait de rencontres avec des personnes influentes. Alex et Anna divorcent en 2005 et Anna retourne en Russie en 2006 bien que selon Alex, ils restent en contact. Pour le Figaro Magazine, c'est à cette époque que la jeune Russe reçut une formation accélérée « dans ces écoles très spéciales placées sous la tutelle des services secrets. On y enseigne des disciplines comme le sang-froid, l'art de la dissimulation et de la mise en scène, sans oublier le double, voire le triple langage. Et aussi les techniques les plus sophistiquées d'interrogatoires et de pression psychologique, la maîtrise des armes (armes blanches, armes à feu), des poisons divers et de différents types de substances chimiques, bactériologiques et gazeuses. Sans oublier la science des explosifs et l'art de provoquer des accidents aux allures de faits divers et des suicides passant pour des morts naturelles ».

### New York: 2006-2010
Après son retour en Russie en 2006, selon son ex-mari, elle commence à fréquenter un Américain aisé et déménage à New York où elle lance une activité d'agent immobilier. Elle habite alors le 20 Exchange Place, proche du quartier de Wall Street dans le Financial District de Manhattan et se décrit comme une spécialiste des start-up. Selon Alex, son entreprise était en difficulté les deux premières années avant que soudainement en 2009 elle ait 50 employés. Le profil d'Anna Chapman sur le site de réseau social LinkedIn la qualifie de CEO de PropertyFinder LLC, un site web d'immobilier international,. À partir de cette période, Alex et Anna ont des contacts moins fréquents. Au moment de son arrestation, Anna était en relation avec le propriétaire de restaurant Michel Bittan.

### L'Illegals Programet l'arrestation
La nature du travail d'Anna Chapman dans le cadre du service des agents illégaux russe n'est pas claire pour le grand public. Hormis son arrestation, les détails de son activité n'ont pas été révélés au public. Néanmoins, toujours selon le Figaro Magazine, c'est dans le cadre d'une mission au printemps 2009 qu'Anna Chapman est repérée. Celle-ci était alors chargée d'enquêter sur les intentions du président américain Barack Obama sur le désarmement nucléaire iranien avant le sommet du G8. Chaque mercredi, depuis une bibliothèque de West Village, elle correspond par ordinateur avec un contact lié aux services secrets russes posté à proximité, dans une fourgonnette. C'est là que le FBI la repère et l'arrête, persuadé que l'« oiseau » s'apprête à quitter le territoire. Le FBI aurait appris son rôle, ainsi que celui des neuf autres agents, via un « haut responsable » du SVR, qui serait, d'après le magazine russe Kommersant, le colonel Chtcherbakov, « chef du département américain du service travaillant avec les agents illégaux » et donc supérieur des dix agents, se cachant actuellement aux États-Unis. Celui-ci aurait, toujours d'après le magazine russe, quitté la Russie trois jours avant la visite en juin du président russe Dmitri Medvedev aux États-Unis. Il aurait refusé une promotion au sein du SVR - probablement pour échapper au détecteur de mensonge, passage obligé vers les échelons supérieurs de la hiérarchie. Son fils, qui travaillait dans les services russes de lutte contre le trafic de drogue, avait pour sa part quitté le pays peu avant, rejoignant ainsi sa sœur qui vivait elle-même déjà aux États-Unis. Selon d'autres sources, le « haut responsable » du SVR, serait Alexandre Poteev, condamné par le tribunal militaire de Moscou à 25 ans de prison par contumace. 
Il est difficile de connaître la raison de cette trahison : « Nous savons qui il est et où il est. Il a trahi soit pour de l'argent, soit parce qu'il s'est fait coincer sur quelque chose », a déclaré au journal un membre de l'administration du Kremlin. Néanmoins, « Vous ne devez pas en douter : un Ramón Mercader a d'ores et déjà été mis sur ses traces », a-t-il dit, citant le nom de l'agent espagnol du NKVD [ancêtre du KGB] qui fut chargé par Moscou d'assassiner Léon Trotsky en 1940 au Mexique. Ces propos répondent à ceux du premier ministre Vladimir Poutine qui avait explicitement mis le revers des services russes sur le compte d'une « haute trahison ». « Les traîtres finissent toujours mal », avait-il ajouté, dans une allusion à peine voilée aux traditions de vengeance des services secrets contre leurs transfuges.
Cette affaire illustre « le processus de dégradation morale qui envahit notre pays où désormais, tout est à vendre », déplore Guennadi Goudkov, chef adjoint du comité de sécurité de la Douma, et ancien colonel du FSB (services intérieurs, ex-KGB). De telles pratiques sont néanmoins courantes : en 1985, moyennant d'importantes sommes d'argent, l'ex-chef du contre-espionnage de la CIA, Aldrich Ames avait été retourné par le KGB, en dénonçant les taupes américaines qui opéraient place Loubianka.

### Arrestation

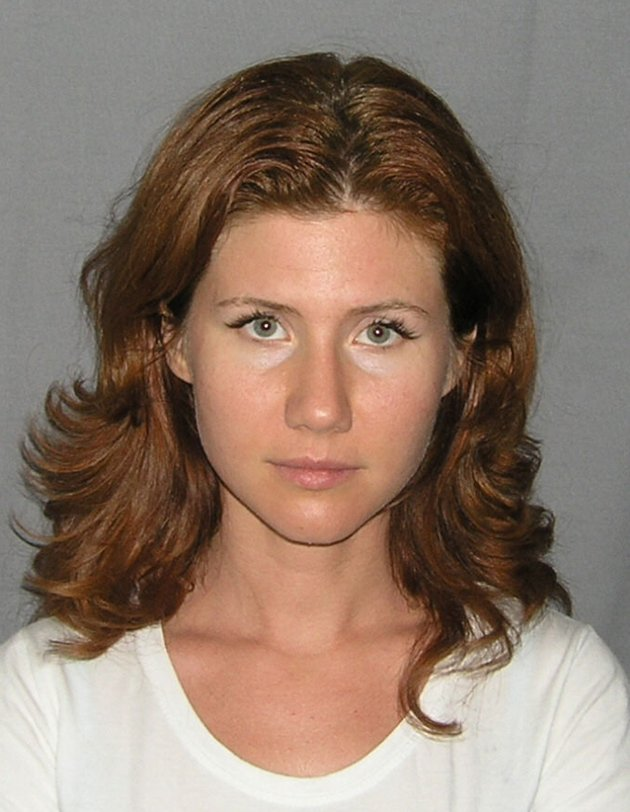
Photo d'identité judiciaire d'Anna Chapman en 2010.

De source officielle, Anna Chapman travaillait dans un réseau avant qu'un agent du FBI ne la confonde dans un café Starbucks de Manhattan. L'agent du FBI lui aurait présenté un faux passeport avec l'instruction de le faire suivre à un autre espion. Il lui aurait alors demandé « êtes-vous prête pour ça ? », ce à quoi Chapman aurait répondu « bien sûr » en acceptant le passeport,. Après avoir passé plusieurs coups de téléphone à son père à Moscou, Anna Chapman confie le passeport à la police mais est arrêtée peu de temps après,. Cinq des dix personnes arrêtées avec elle comparaissent immédiatement devant un juge fédéral à New York. Poursuivis pour « conspiration dans le but d'agir comme agents de renseignements étrangers » ainsi que pour blanchiment d'argent, les suspects, pour la plupart d'origine russe, risquaient jusqu'à vingt-cinq ans de prison. Ils sont accusés de falsification d'identité et de tentative d'extorsion d'informations et de secrets d'État.
À la suite du succès de l'opération « Ghost Stories », le FBI n'a pas hésité à déclassifier certains documents relatifs à l'enquête sur Anna Chapman. On peut ainsi retrouver sur la chaîne YouTube du service américain les vidéos relatives à l'enquête, la discussion entre l'agent du FBI et Anna Chapman ou encore la passation d'information entre Anna Chapman et un « responsable du gouvernement russe ». Dix vidéos furent ainsi mises en ligne par le FBI.

### Échange international
Dans le contexte de la guerre tiède, le  8 juillet 2010, Anna Chapman ainsi que neuf autres personnes sont échangées dans le premier accord d'échange entre la Russie et les États-Unis depuis 24 ans contre 4 Russes accusés d'espionnage pour les États-Unis et le Royaume-Uni dont Alexandre Zaporojsky.
Le cerveau supposé du groupe, Christopher Robert Metsos, est quant à lui arrêté à Chypre le 29 juin 2010 mais a disparu après sa mise en liberté sous caution.

### Couverture médiatique et réactions
Après son arrestation par le FBI, Chapman gagne l'attention des médias,. Elle est qualifiée par la presse de « beauté aux cheveux de flamme », « femme fatale », « James Bond girl des temps modernes » ou de « stunning SoHo spy »,,.
Les photos du profil Facebook d'Anna Chapman ont rapidement été distribuées sur Internet et plusieurs vidéos d'elle ont été diffusées sur YouTube.
Des magazines ou blogs commentent son sens de la mode,,,. Lorsque Jay Leno, dans le programme de NBC The Tonight Show with Jay Leno, demande au vice-président Joe Biden, « avons-nous des espions aussi sexys ? », celui-ci lui répond « que ce soit clair, ce n'était pas mon idée de l'expulser ! ».
Un charme qu'elle affûte en 2010 dans les pages de l'édition russe de la revue masculine Maxim, que sa version française Maximal ne décline pas. Des pages où elle pose pour la marque de lingerie Agent Provocateur l'incluant par la suite dans sa liste des « 100 femmes russes les plus sexy » de 2010.

### Vie en Russie

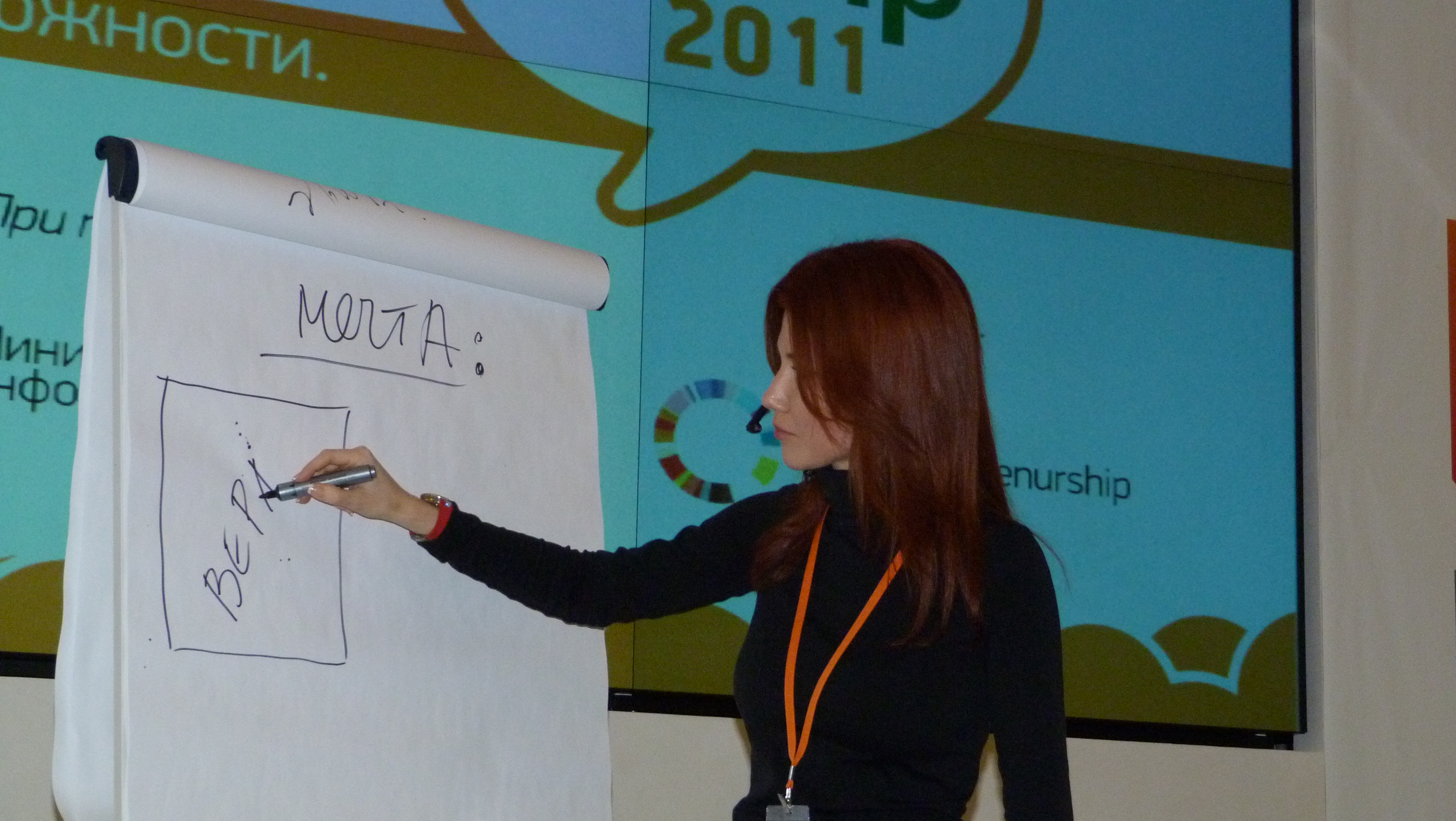
Anna Chapman lors d'une conférence en 2011.

Vladimir Poutine, dès son expulsion des États-Unis, lui promettait, ainsi qu'aux neuf autres agents dormants, « un avenir éblouissant ». 
Outre la couverture médiatique internationale, elle fait des apparitions publiques dans des lieux comme la base spatiale de Baïkonour pour y saluer les astronautes russes au départ, lance un jeu de poker pour iPhone et iPad. 
En décembre 2010, elle intègre la Jeune Garde, un mouvement de jeunesse affilié au parti Russie unie dont elle devient une icône pour la jeunesse, aidée par la couverture médiatique nationale, et intègre sa direction dans la foulée. À la tribune, elle déclare « Nous avons dépensé tant d'énergie pour devenir une grande puissance. Nous devons nous réjouir de chaque jour qui vient, à chaque fois c'est une chance de créer quelque chose de nouveau et d'utile [...] Face à l'islamisme, il n'existe qu'un seul rempart : Poutine. » 
Lancement le 21 janvier 2011 de son émission Les secrets du monde avec Anna Chapman, abordant tous les samedis les « phénomènes les plus mystérieux du monde moderne », d'après la porte-parole de la chaîne Ren TV, Marina Volodina. On y retrouve des phénomènes russes tel que l'historique chambre d'ambre du Tsar Pierre le Grand, ou l'anecdotique cas d'Ali Yakubov, un bébé qui, sur la peau, porterait des inscriptions coraniques.
Elle commence en avril 2011 une carrière de mannequin de mode en apparaissant, en costume imaginaire d'espionne au défilé des stylistes russes Ilya Shiyan et Yana Rudkovskaya, tenant en joue le chanteur russe Dima Bilan. Elle réapparaît à Antalya en tant que mannequin au Dosso Dossi Fashion Show, reprenant le nom d'une marque de couture basée en Turquie. 
Le 3 juillet 2013, surfant sur la vague médiatique d'Edward Snowden et de sa demande d'asile en Russie, elle le demande via Twitter en mariage. Une romance que la jeune Russe refuse d'argumenter, quittant l'interview de NBC News Today en septembre 2013 quand la question lui est posée.
Le 10 janvier 2014, elle annonce sur son site officiel le lancement de sa propre ligne de mode à son nom. Une collection qu'elle présente comme une « arme mortelle pour la femme, faite en Russie ». Les robes droites et longues à col fermé et le texte qui les accompagne fait une large référence au folklore russe. « La collection est fondée sur des robes dans une tranche de prix et un style accessibles à pratiquement toute femme russe. »
Une carrière politique n'est pas à exclure tant son rapprochement avec le parti de Poutine, mis en difficulté pour ses rumeurs de fraudes, peut être une manœuvre classique de séduction.
Elle donne aussi des conférences et est devenue animatrice de télévision.